# Wu Kuej-sien
Wu Kuej-sien (čínsky pchin-jinem Wú Guìxián, znaky zjednodušené 吴桂贤, tradiční 吳桂賢; 16. února 1938 - 25. dubna 2025) byla čínská komunistická politička a manažerka, původně textilní dělnice se vypracovala na zástupkyni ředitele podniku a během kulturní revoluce byla vyzdvižena do politiky: stala se členkou ústředního výboru Komunistické strany Číny (1969–1982), kandidátkou politbyra (1973–1977), místopředsedkyní vlády (1975–1977). Roku 1977 odešla z vrcholných politických funkcí a vrátila se do své textilky.

## Život
Wu Kuej-sien se narodila roku 1938 v okrese Kung-i v provincii Che-nan v chudé rolnické rodině, před hladomorem v letech 1942–1943 rodina utekla do Sien-jangu v provincii Šen-si. Aby přispěla do rodinného rozpočtu, nastoupila Wu Kuej-sien v roce 1951 jako třináctiletá do bavlnářské továrny v Si-anu. Podle tehdejších zákonů o dětské práci muselo být dělníkům nejméně 16 let, Wu však o svém věku lhala. O několik let později, v roce 1955, vstoupila do Komunistického svazu mládeže Číny a brzy poté ve věku 20 let do Komunistické strany Číny. V práci vynikala, stala se „vzorovou dělnicí“, byla povyšována a nakonec byla jmenována zástupkyní ředitele továrny, stranické vedení jí zařídilo studium na Severozápadní univerzitě, kde v roce 1968 promovala.
Aktivně se účastnila kulturní revoluce, byl jí publikován článek v Žen-min ž'-pao. Během kulturní revoluce byli úspěšní manažeři z řad dělníků a rolníků povyšováni a přiváděni do politiky, jedním z takových byla i Wu Kuej-sien. V dubnu 1969 byla na IX. sjezdu KS Číny zvolena členkou ústředního výboru, po obnovení stranických orgánů vykonávala funkci zástupce tajemníka (od března 1971 do června 1973) a jednoho z tajemníků (od června 1973 do ledna 1975) provinčního výboru KS Číny v Šen-si. V roce 1973 na X. sjezdu KS Číny, kdy třetinu nově zvoleného ústředního výboru tvořili dělníci a rolníci, se stala kandidátkou politbyra, jedním ze čtyř lidí zastupujících v politbyru lidové masy (vedle Wang Chung-wena, Čchen Jung-kueje a Ni Č’-fua). Při sestavení nové vlády v lednu 1975 byla jmenována její místopředsedkyní, první místopředsedkyní vlády v Čínské lidové republice. Ve vládě odpovídala za zdravotnictví a lehký průmysl. Politicky náležela k funkcionářům vyzdviženým v důsledku kulturní revoluce, nepatřila však k revolučním radikálům.
Na XI. sjezdu KS Číny v srpnu 1977 byla znovuzvolena do ústředního výboru (funkci vykonávala do XI. sjezdu KS Číny v roce 1982), nikoliv však do politbyra, a v září 1977 rezignovala na vládní funkci. Poté se vrátila do své textilky v Šan-si, kde působila jako zástupkyně tajemníka stranického výboru.
V letech 1988–1998 pracovala jako náměstkyně ředitele a ředitelka v tiskařském a barvířském podniku s účastí hongkongských investorů v Šen-čenu . Roku 1998 odešla na penzi, žije v Šen-čenu. Po roce 1998 se věnuje boji proti chudobě, organizuje nadace a sbírky potřebným, byla zvolena předsedkyní Asociace nerozvinutých regionů provincie Kuang-tung založené roku 2010.